# Carposina neurophorella
Carposina neurophorella is een vlinder uit de familie van de Carposinidae. De wetenschappelijke naam van de soort is voor het eerst geldig gepubliceerd in 1879 door Meyrick.